# Aufklärungsgeschwader der Bundeswehr

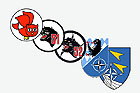
Wappen von Aufklärungsverbänden

Als Aufklärungsgeschwader wurden Verbände der Luftwaffe der Bundeswehr bezeichnet, die mit Aufklärungsflugzeugen Informationen für die militärische Aufklärung beschafften.

## Auftrag

### Auftrag im Frieden
Die Aufträge im Frieden sind die Herstellung und Erhaltung der personellen und materiellen Einsatzbereitschaft, die Beteiligung an Einsätzen zur Landes- und Bündnisverteidigung, die Beteiligung an Einsätzen unter dem Mandat der Vereinten Nationen, Hilfe im Rahmen des Katastrophenschutzes, Demonstration der militärischen Präsenz, Flüge im Rahmen der Amtshilfe für Behörden des Bundes und der Länder sowie Einsätze im Rahmen von Search and Rescue.

### Auftrag in der Krise
Die zusätzlichen Aufträge während einer Krise sind die Erhöhung der personellen und materiellen Einsatzbereitschaft, die Intensivierung der taktischen Ausbildung zur Erhöhung der Einsatzbereitschaft und die Einsatzbereitschaft im Rahmen der Krisenbewältigung.

### Auftrag im Einsatz / Verteidigungsfall
Der Auftrag eines Aufklärungsgeschwader umfasst im Einsatz- oder Verteidigungsfall die Unterstützung der militärischen Operationen durch Aufklärung der gegnerischen Land- und Seestreitkräfte, Kampfanlagen und Führungs- und Versorgungseinrichtungen. Darüber hinaus gehören auch die Zielaufklärung und die Feststellung der eigenen Waffenwirkung zum Aufgabenbereich.

## Geschichte

Wappen der WaSLw 50 (bis 1964)

Die Luftwaffe verfügte über vier reine Aufklärungsgeschwader. Die Erstaufstellung aller Aufklärungsgeschwader erfolgte im Zeitraum von 1959 bis 1963 auf dem Fliegerhorst Erding in Bayern aus der hierfür vorgesehenen Waffenschule der Luftwaffe 50.

### Das erste AG 51

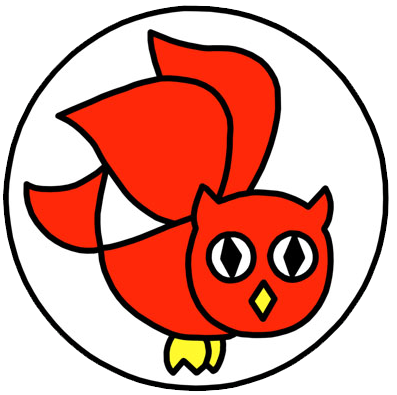
Wappen des ehemaligen AG 51

Das Aufklärungsgeschwader 51 (a. D.) wurde am 7. Juli 1959 in Erding unter dem Kommodore Oberstleutnant Walter Grasemann, einem ehemaligen Kampfflieger und Ritterkreuzträger der Wehrmacht, in Dienst gestellt. Es war für den südlichen Bereich der Bundesrepublik Deutschland und somit den Einsatzbereich der 4. ATAF vorgesehen. Das Geschwader wurde 1960 zunächst auf dem Fliegerhorst Manching aufgestellt und 1969 nach Bremgarten verlegt, wo es bis zu seiner Außerdienststellung am 17. März 1993 verblieb. Der Flugplatz Bremgarten hatte den ICAO-Code EDSG (1990). Den Beinamen „Immelmann“ (nach Max Immelmann) erhielt das Geschwader im Jahr 1961.

### Das zweite AG 51

Wappen des AG 51 seit 1994

In der Nachfolge zum AG 51 entstand im April 1993 auf dem Fliegerhorst Schleswig das Aufklärungsgeschwader 51 „Immelmann“ (AG 51 „I“). Die Bezeichnung des Geschwaders und der Traditionsname „Immelmann“ sowie der Panther als Geschwaderwappen wurde von den beiden aufgelösten Geschwadern übernommen. Die feierliche Indienststellung des AG 51 „I“  erfolgte im Januar 1994 durch den damaligen Inspekteur der Luftwaffe Generalleutnant Jörg Kuebart im Januar 1994.
Seit der Übernahme des Pantherkopfes in das Geschwaderwappen nahm das AG 51 regelmäßig am NATO Tiger Meet teil. 
Mit einem Fototag/Spottersday sowie einem großen Familientag feierte am 14. Juli 2009 das Aufklärungsgeschwader 51 „Immelmann“ das 50-jährige Bestehen der Taktischen Luftaufklärung der Luftwaffe.
Am 3. März 2010 wurde die 2. Staffel für unbemannte Aufklärungssysteme mit einem Geschwaderappell in Dienst gestellt.
Am 1. Oktober 2013 wurde das Aufklärungsgeschwader 51 in Taktisches Luftwaffengeschwader 51 „Immelmann“ (TaktLwG 51 „I“) umbenannt. Seit diesem Zeitpunkt gibt es bei der Bundeswehr kein als solches bezeichnetes Aufklärungsgeschwader mehr.

### AG 52

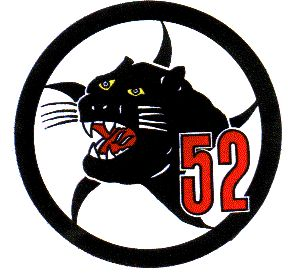
Wappen des ehemaligen AG 52

Am 12. Dezember 1959 wurde das Aufklärungsgeschwader 52 in Dienst gestellt; erster Kommodore des Geschwaders war Major Metz. Im Oktober 1960 wurde das AG 52 nach Eggebek, und 1964 auf den Flugplatz in der Nähe von Leck verlegt. Das AG 52 beendete seinen Dienst am 15. Dezember 1993.

### AG 53

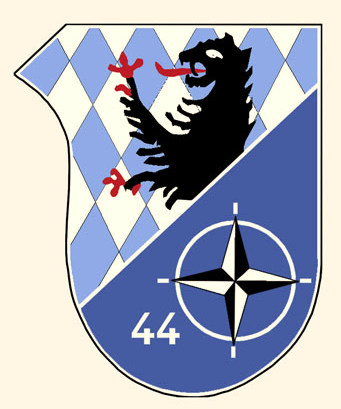
LeKG 44

Das Aufklärungsgeschwader 53 wurde am 1. Oktober 1960 in Erding aufgestellt. Das Geschwader war ab Mai 1962 auf dem Flugplatz Leipheim stationiert. Der Einsatz als reines Aufklärungsgeschwader endete mit der Umstrukturierung zum Leichten Kampfgeschwader 44 am 1. Juni 1965.

### AG 54

LeKG 43

Das AG 54 wurde am 1. April 1962 als letztes Aufklärungsgeschwader in Erding aufgestellt. Ab Januar 1963 war der Fliegerhorst Oldenburg Standort des Geschwaders. Die Auflösung erfolgte am 1. Oktober 1964 aufgrund von Personalmangel.

Aus dem Restpersonal des AG 54 und des von Leck nach Oldenburg verlegten Jagdgeschwader 72 wurde im Oktober 1964 das Jagdbombergeschwader 43 aufgestellt. Ab Mai 1966 erfolgte die Umrüstung von der Sabre Mk.6 auf die Fiat G.91, ein Jahr später die Umbenennung in Leichtes Kampfgeschwader 43.

Das Geschwader war dem Kommando der 3. Luftwaffendivision unterstellt und auf dem Fliegerhorst Oldenburg stationiert, der 1962 von den dort stationierten Teilen der Waffenschule der Luftwaffe 10 geräumt wurde. Für den Verteidigungsfall waren als Ausweichflugplätze (NATO Dispersed Operating Bases (DOB)) die Flugplätze Wunstorf und Bückeburg und die Führung durch die 2. Allied Tactical Air Force (2. ATAF) vorgesehen. Zum 31. März 1980 wurde der Verband wieder in das Jagdbombergeschwader 43, das ab 1981 mit dem Alpha Jet ausgerüstet wurde, umgegliedert.

## Ausrüstung
Die Erstausstattung der Aufklärungsgeschwader 51 und 52 bestand zunächst aus 36 Luftfahrzeugen der taktischen Aufklärerversion der Republic F-84 „Thunderflash“ (insgesamt wurden 108 RF-84 beschafft) und aus vier Strahltrainern Lockheed T-33A, genannt „T-Bird“.
Im Jahr 1964 wurden die AG 51 und 52 mit der RF-104G ausgerüstet; diese jedoch wurde von Anfang 1971 bis Ende 1972 von je 44 Luftfahrzeugen McDonnell F-4 in der Version RF-4E abgelöst.
Die unbewaffnete RF-4E wurde im Rahmen des Projekts „Kampfwertsteigerung“ 1979/1980 befähigt, auch als Jagdbomber eingesetzt zu werden. In den Aufklärungsgeschwadern 53 und 54 kam ausschließlich die Fiat G.91 zum Einsatz. Ferner waren die AG 51 und 52 ab dem Jahr 1974 mit je einer Dornier Do 28 D-2 als Verbindungsflugzeuge ausgestattet; diese Aufgabe erfüllte zuvor die Dornier Do 27.
Das TaktLwG 51 „I“ ist zurzeit ausgerüstet mit Flugzeugen vom Typ Panavia Tornado Recce und ECR. Neben bemannten Kampfflugzeugen setzt die Luftwaffe heute und in Zukunft auch unbemannte Luftfahrzeuge für Luftaufklärung ein. Zurzeit werden IAI Heron 1, jedoch nur auf Leasing-Basis im Rahmen des ISAF-Einsatzes betrieben.

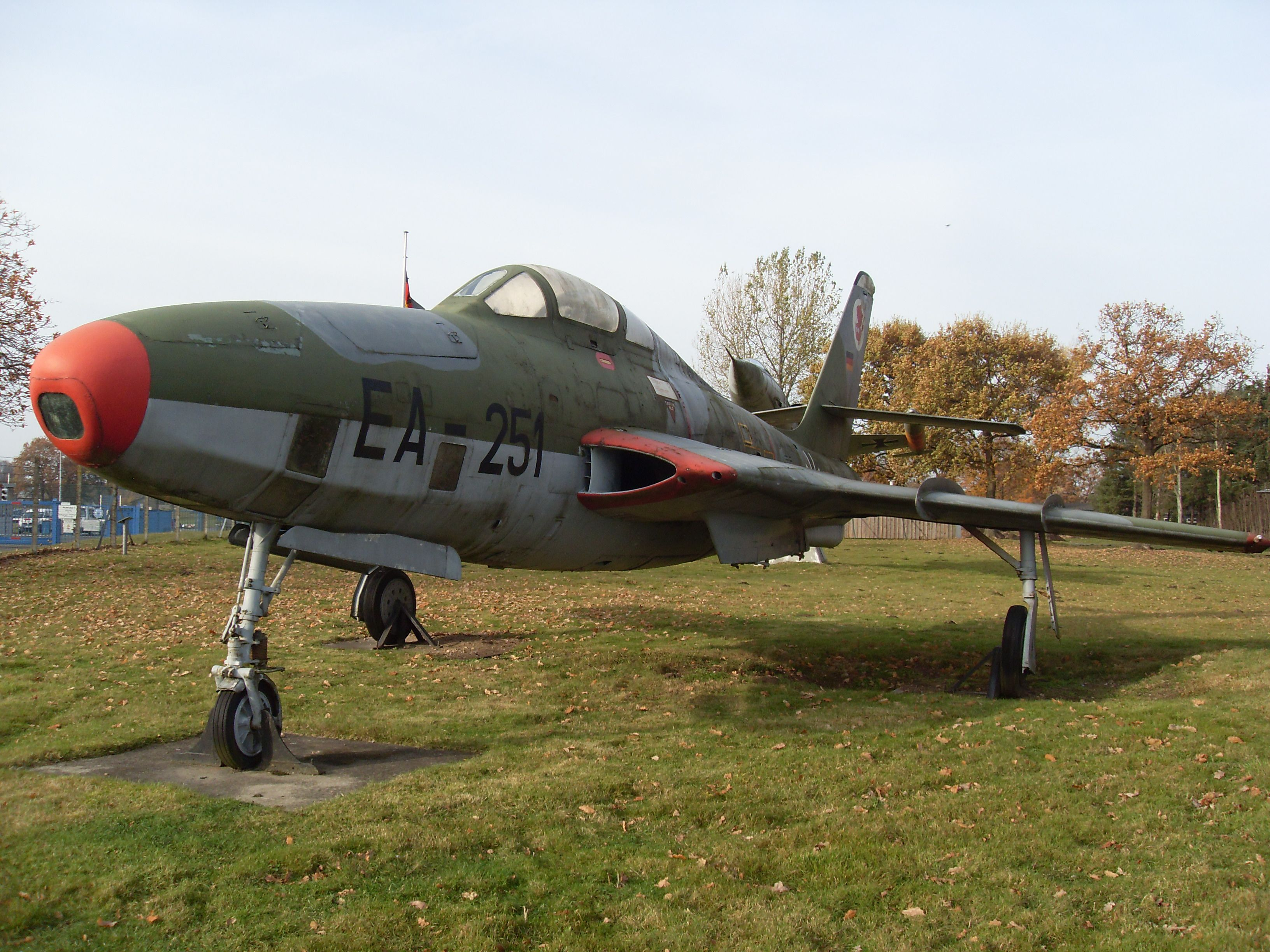
Republic F-84, Schleswig Jagel
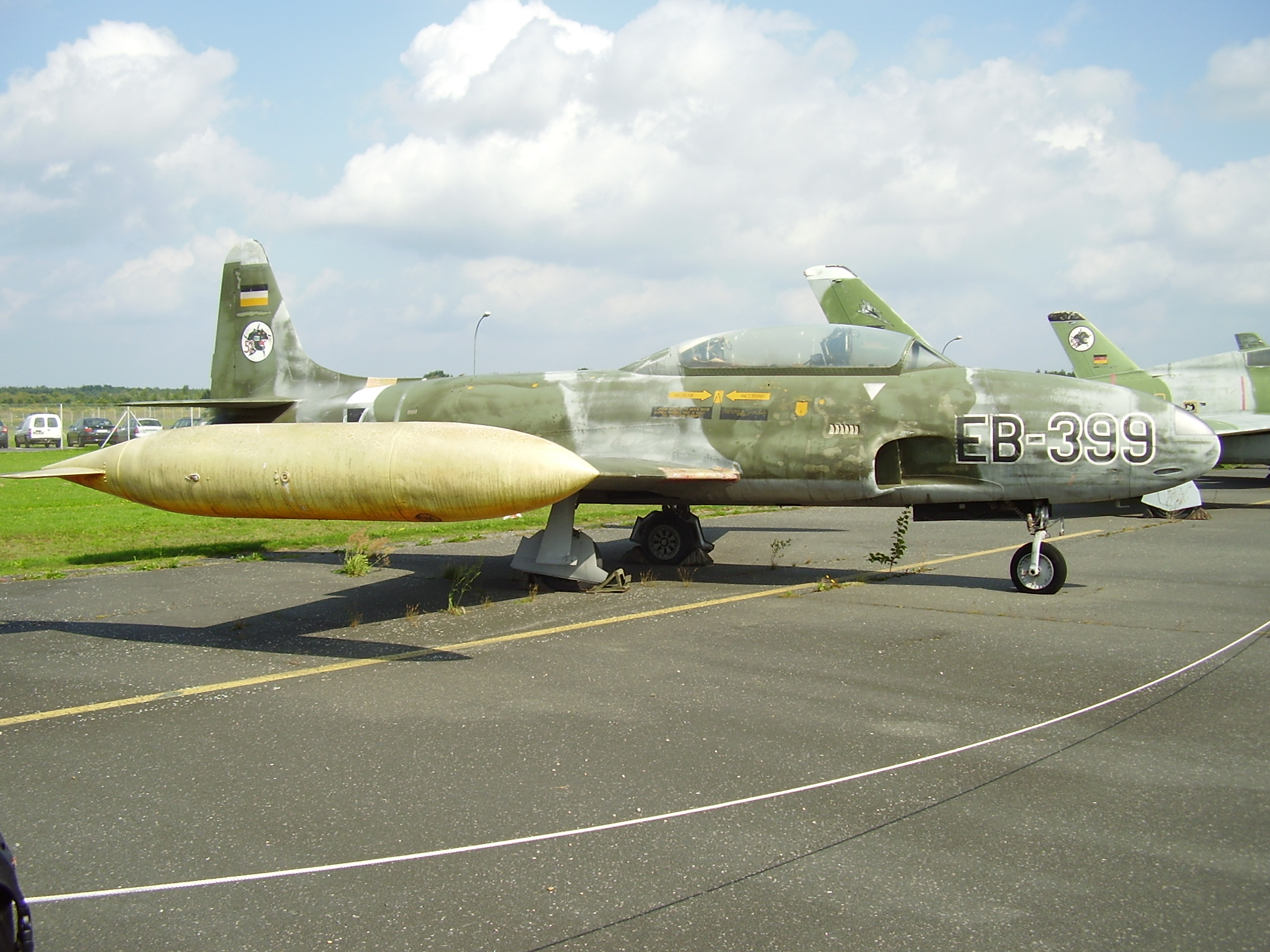
Lockheed T-33A des AG 52 im Luftwaffenmuseum Berlin-Gatow
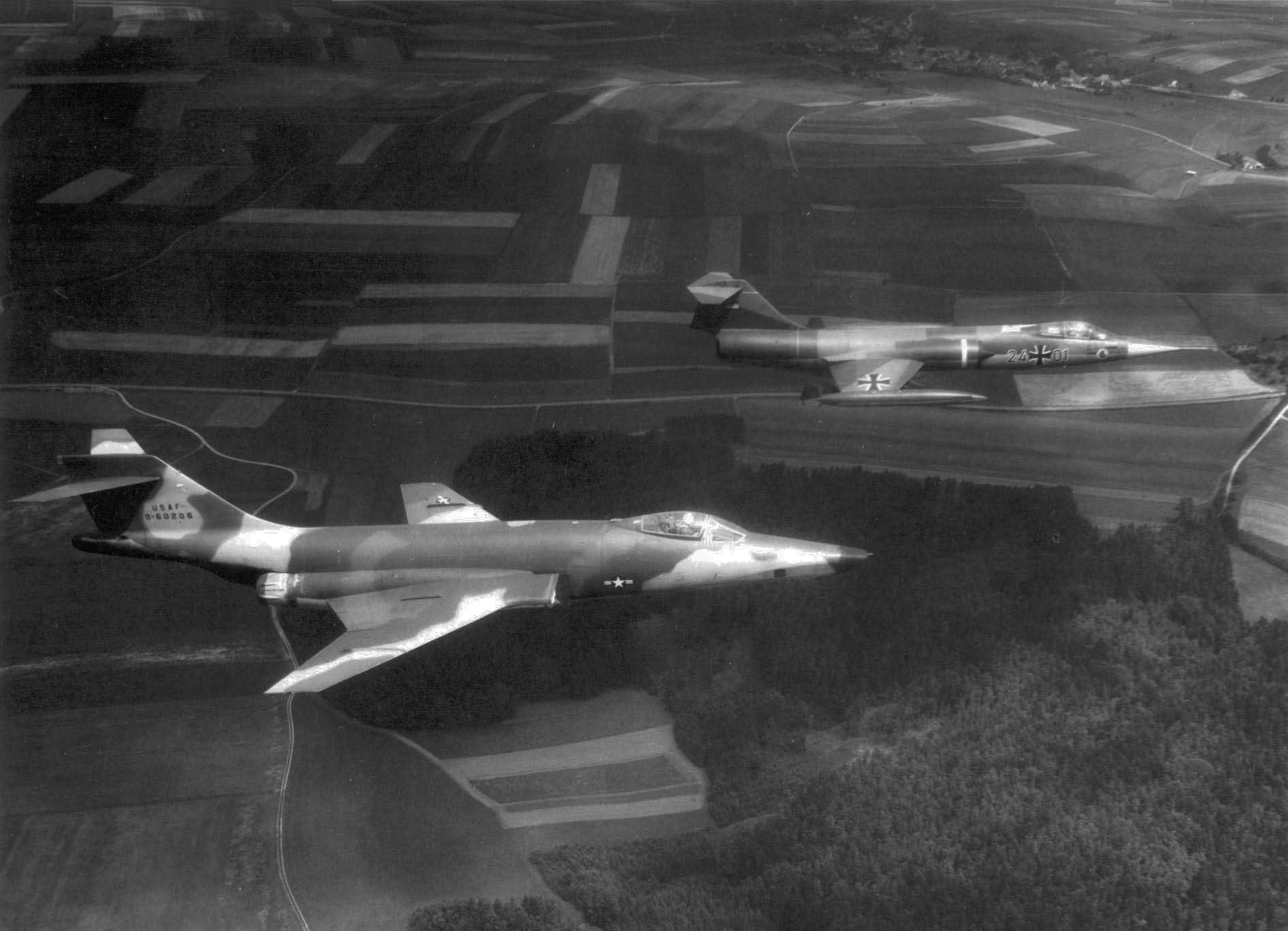
Hinten eine RF 104 des AG 51, davor eine RF-101C der USAF
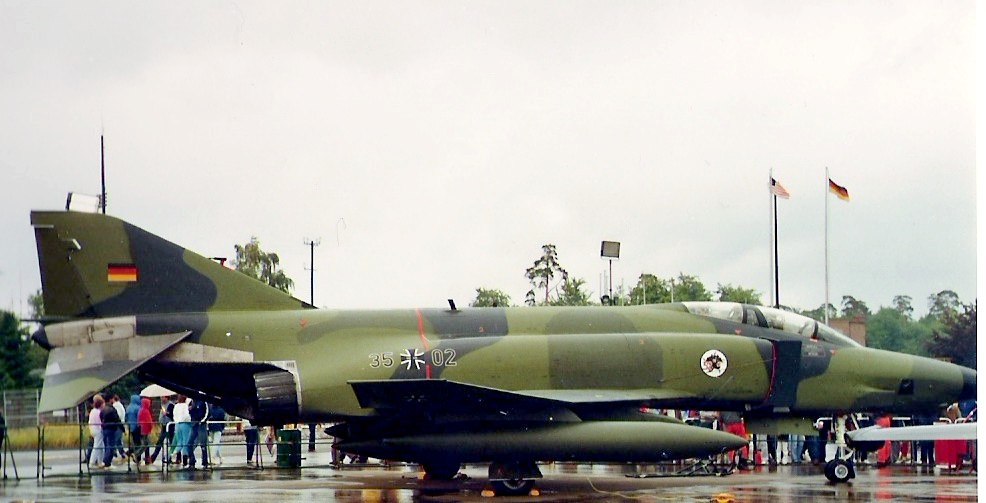
RF 4 E des AG 52, Ramstein AFB
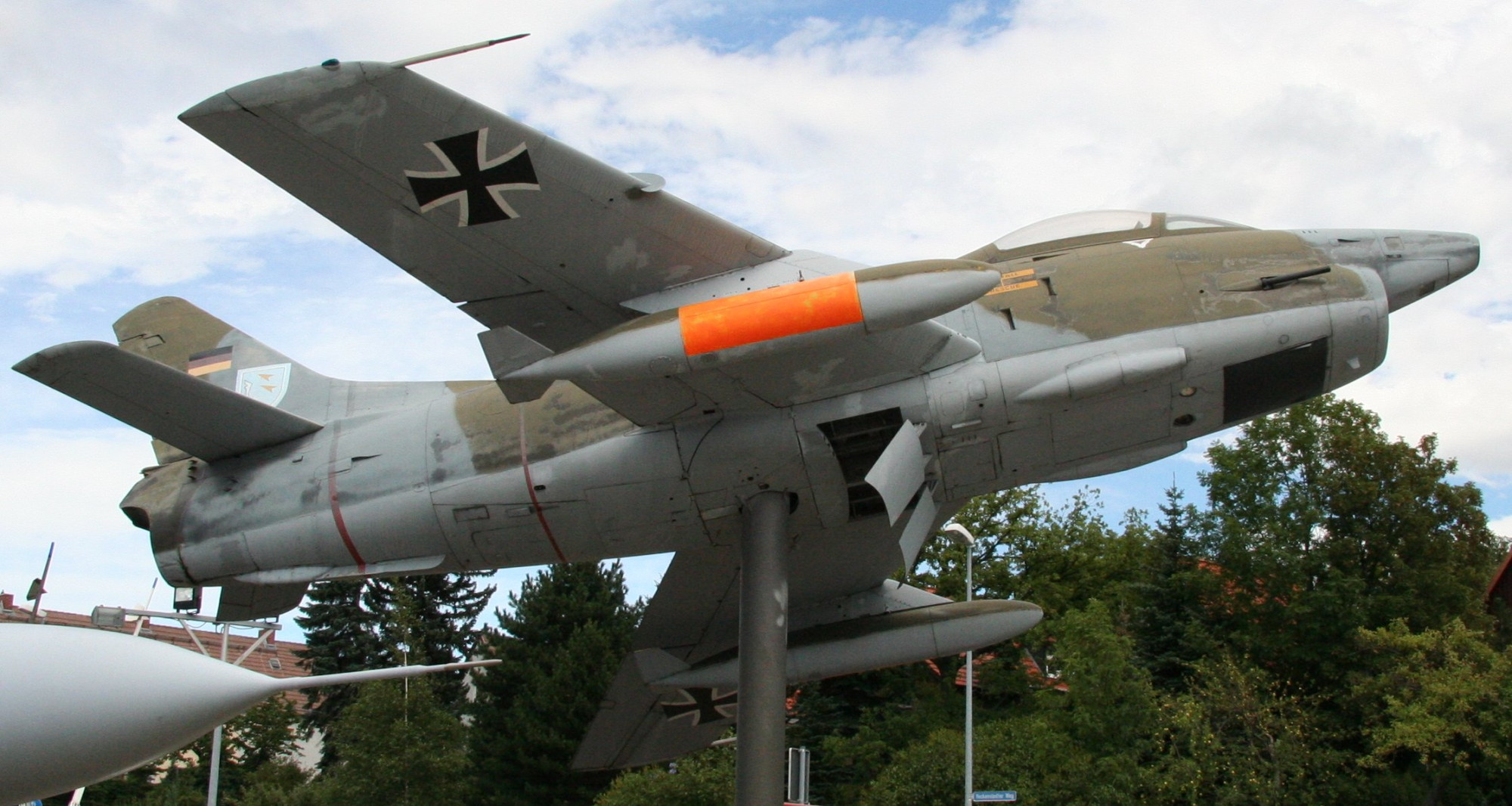
Fiat G-91 des LeKG 43, Museum für Luftfahrt und Technik in Wernigerode
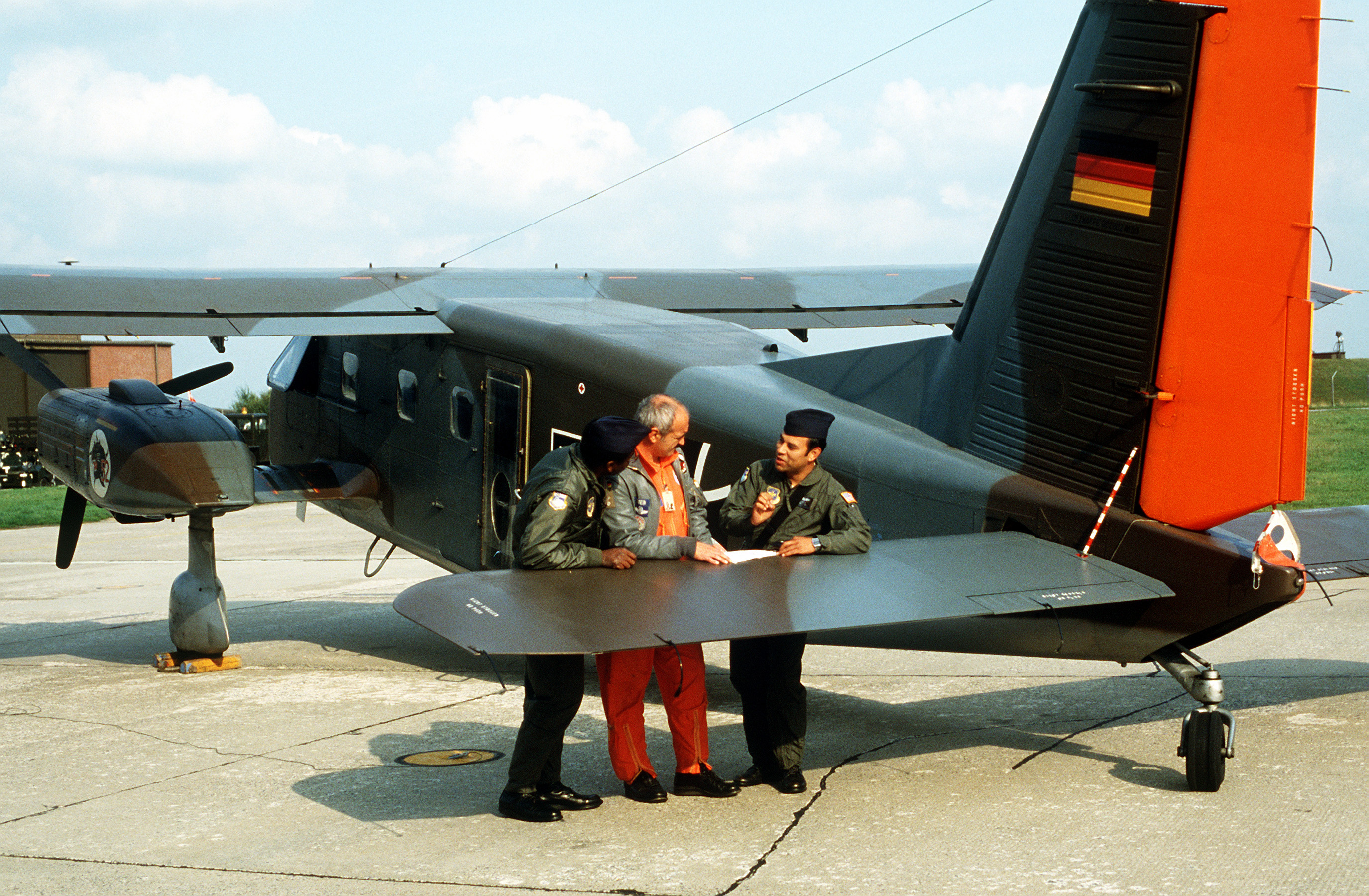
Do 28 des AG 52, Leck – cross servicing + Do Flight
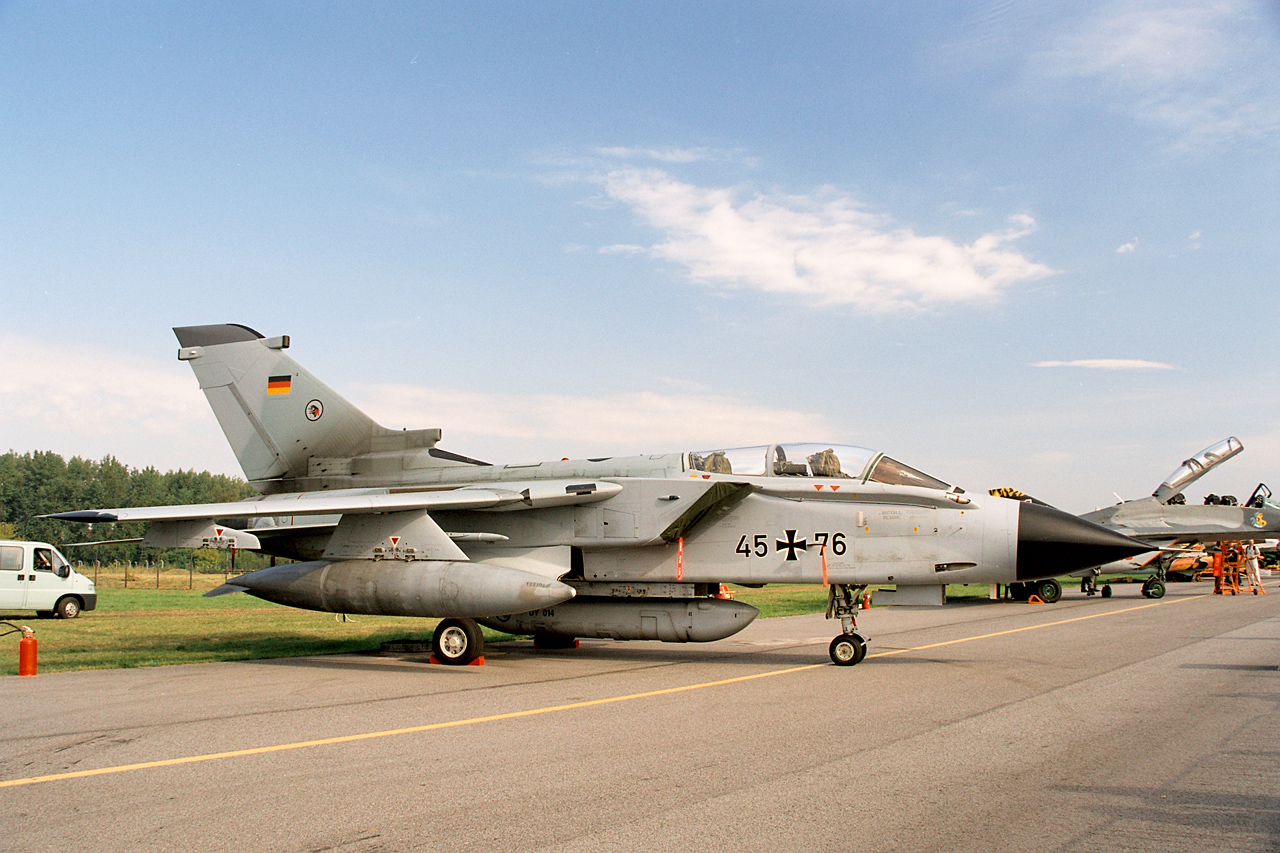
Panavia Tornado IDS des AG 51
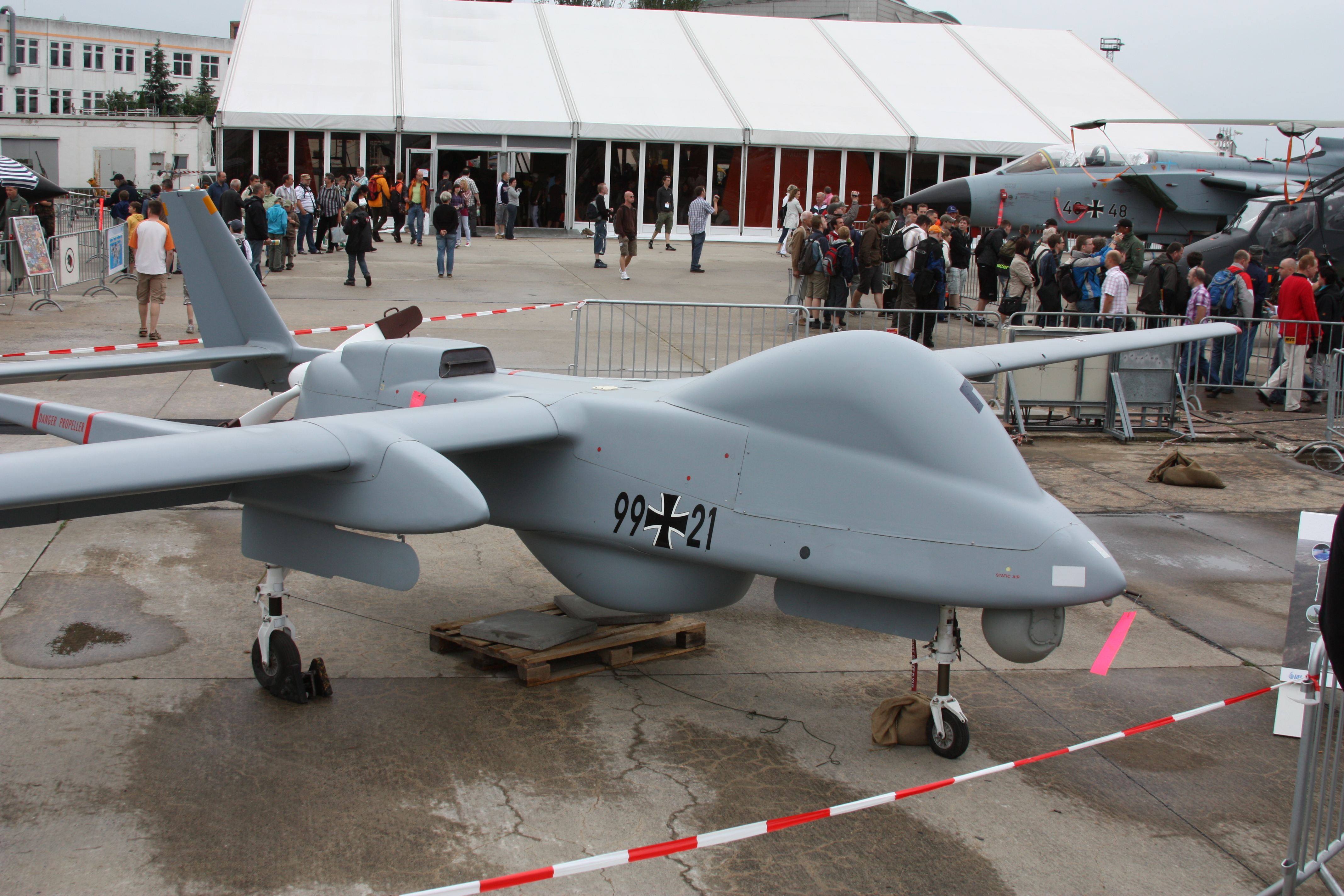
Heron 1
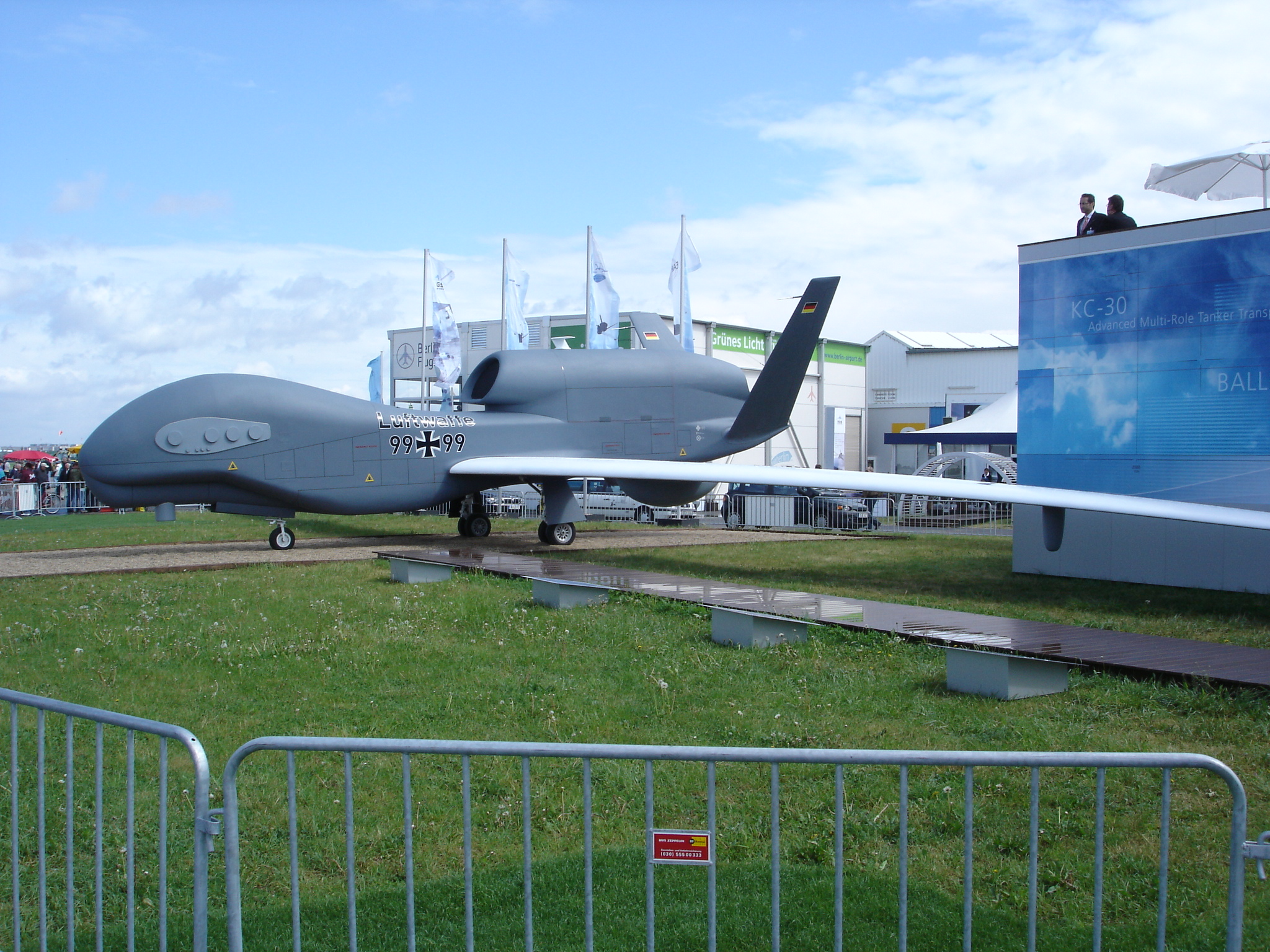
Euro Hawk